# 15231 Ehdita
15231 Ehdita eller 1987 RO5 är en asteroid i huvudbältet som upptäcktes den 4 september 1987 av den sovjetisk-ryska astronomen Ljudmila Zjuravljova vid Krims astrofysiska observatorium på Krim. Den är uppkallad efter sångerskan Edita Stanislavovna Piekha.
Asteroiden har en diameter på ungefär 23 kilometer och den tillhör asteroidgruppen Hilda.